# Saint-Barthélemy-Grozon
Saint-Barthélemy-Grozon är en kommun i departementet Ardèche i regionen Auvergne-Rhône-Alpes i sydöstra Frankrike. Kommunen ligger  i kantonen Lamastre som ligger i arrondissementet Tournon-sur-Rhône. År 2022 hade Saint-Barthélemy-Grozon 500 invånare.

## Befolkningsutveckling
Antalet invånare i kommunen Saint-Barthélemy-Grozon
Referens: INSEE